# 1751 en musique classique
| \| • Retour à la chronologie générale de la musique classique • \| |
| Grèce • Rome • Haut Moyen Âge • VIIIe siècle • IXe siècle • Xe siècle • XIe siècle XIIe siècle • XIIIe siècle • XIVe siècle • XVe siècle • XVIe siècle • XVIIe siècle XVIIIe siècle • XIXe siècle • XXe siècle • XXIe siècle |
| • Retour à la chronologie générale de la musique classique • |

| Années en musique classique : 1748 - 1749 - 1750 - 1751 - 1752 - 1753 - 1754    |
| Décennies en musique classique : 1720 - 1730 - 1740 - 1750 - 1760 - 1770 - 1780 |

## Événements
- 9 février : L'Ifigenia, opéra de Niccolò Jommelli, créé à Rome.
- 18 novembre : création à Versailles d'Acanthe et Céphise, pastorale héroïque de Jean-Philippe Rameau, sur un livret de Jean-François Marmontel.

## Œuvres
- L'Art de jouer le violon de Francesco Geminiani, publié à Londres.
- Maendelyks musikaels tydverdryf, bestaende in nieuwe hollandsche canzonetten of zang liederen, début de la publication, s'étalant sur deux ans, de neuf fascicules, contenant des canzonettes et des chansons néerlandaises d'Antoine Mahaut.

## Naissances

Maria Anna Mozart

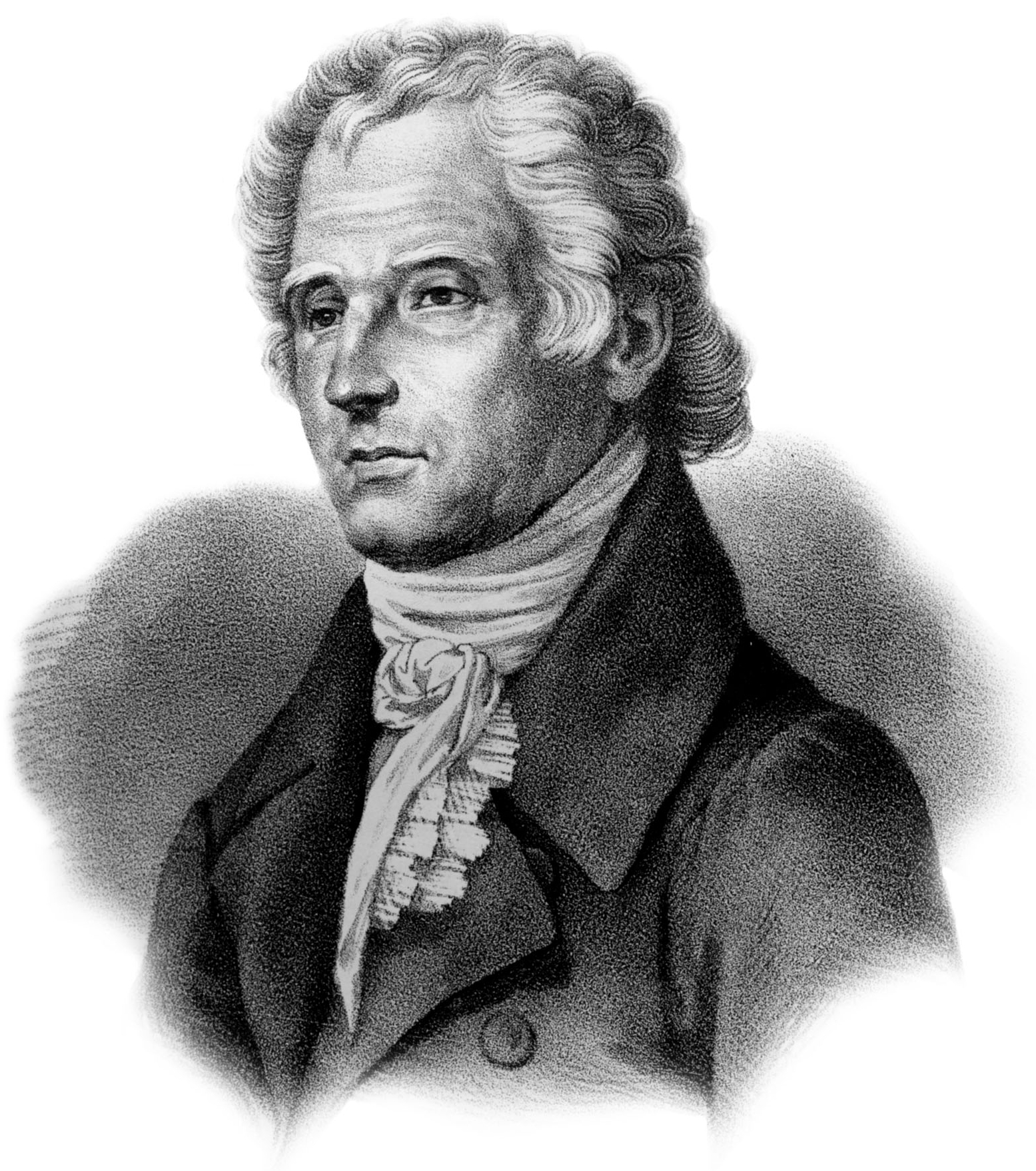
Dmitro Bortnianski

- 6 janvier : William Smethergell, organiste, violoniste, altiste et compositeur britannique († 1836)
- 14 janvier : Corona Schröter, chanteuse, compositrice et actrice allemande († 23 août 1802).
- 3 avril : Jean-Baptiste Moyne, compositeur français († 30 décembre 1796).
- 12 mai : Gaetano Manna, compositeur italien († 1804).
- 21 juillet : Luigi Romanelli, librettiste italien († 1er mars 1839).
- 30 juillet : Maria Anna Mozart, claveciniste, sœur de Wolfgang Amadeus Mozart († 29 octobre 1829).
- 28 août : Barthélemy Baur, harpiste et compositeur français († 15 janvier 1823).
- 1er septembre : Emanuel Schikaneder, acteur, chanteur, metteur en scène, poète et directeur de théâtre († 21 septembre 1812).
- 10 septembre : Bartolomeo Campagnoli, violoniste et compositeur italien († 6 novembre 1827).
- 30 septembre : Johann Georg Bach, organiste allemand († 12 avril 1797).
- 28 octobre : Dmitri Bortnianski, compositeur ukrainien († 10 octobre 1825).
- 19 décembre : Giuseppe Giordani, compositeur italien († 4 janvier 1798).

Date indéterminée
- Mary Ann Wrighten : compositrice, chanteuse et actrice anglaise († 12 août 1796).
- Carl Ludwig Matthes : hautboïste et compositeur allemand né à Berlin (date de décès inconnue)

## Décès

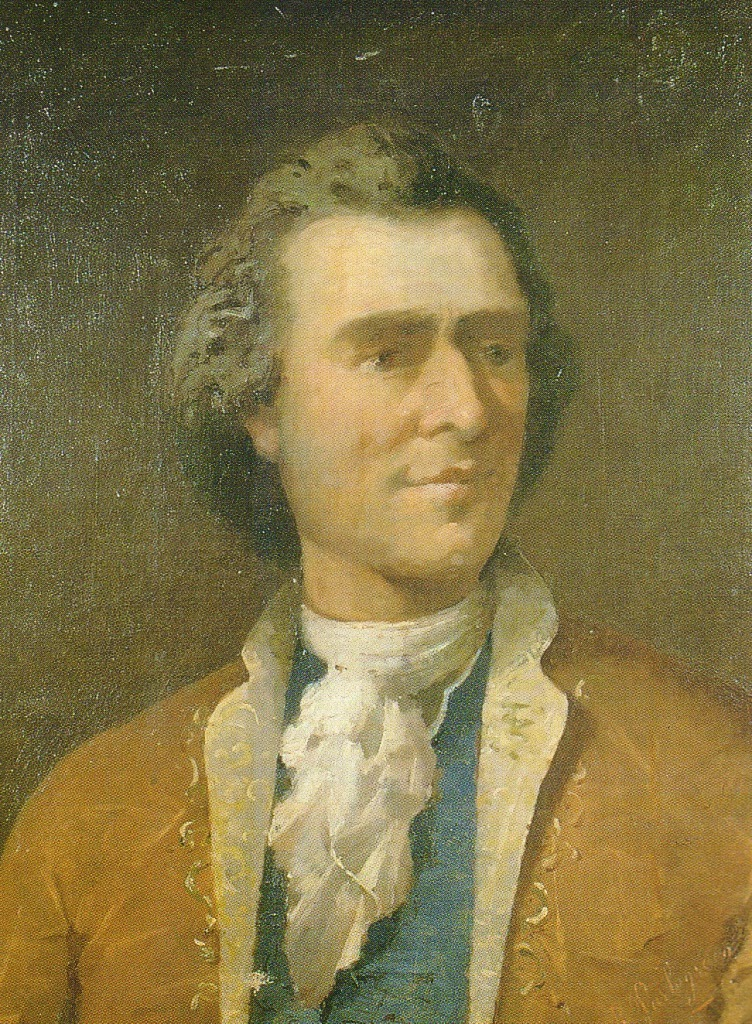
Domènec Terradellas

- 17 janvier : Tomaso Albinoni, violoniste et compositeur italien (° 8 juin 1671).
- 18 février : Giuseppe Matteo Alberti, violoniste et compositeur italien (° 20 septembre 1685).
- 25 février : Georg Caspar Schürmann, compositeur allemand (° 1672 ou début de 1673).
- 20 mai : Domènec Terradellas, compositeur catalano-italien  (° 13 février 1713).
- 2 octobre : Pierre Du Mage, organiste français (° 23 novembre 1674).

Date indéterminée
- Michel Duboullay, librettiste français (° 1676).